# Acétate kinase
L'acétate kinase est une phosphotransférase répandue chez les bactéries et les archées, qui catalyse la réaction :
Acétate + ATP  {\displaystyle \rightleftharpoons }  phosphate d'acétyle + ADP.
Elle utilise le cation magnésium Mg2+ comme cofacteur,.
L'acétate kinase intervient dans la glycolyse en cas d'excès de glucose, ainsi que dans la méthanogenèse pour convertir l'acétate en acétyl-CoA avec la phosphate acétyltransférase.